# Remseck am Neckar
Remseck am Neckar település Németországban, azon belül Baden-Württembergben. Lakosainak száma 26 589 fő (2023. december 31.).

## Városrészei
A következő településeket beolvasztattak Remseckbe:
| Aldingen           | - Aldingen           |
| Hochberg           | - Hochberger         |
| Hochdorf am Neckar | - Hochdorf am Neckar |
| Neckargröningen    | - Neckargröningen    |
| Neckarrems         | - Neckarrems         |

## Népesség
A település népessége az elmúlt években az alábbi módon változott:
| Lakosok száma | 9260 | 13 265 | 15 654 | 16 524 | 16 416 | 18 380 | 20 519 | 22 656 | 24 512 | 26 589 |
|               | 1961 | 1968   | 1974   | 1981   | 1987   | 1994   | 2000   | 2007   | 2013   | 2023   |